# RCA Records
Pour les articles homonymes, voir RCA.
RCA Records est un label discographique américain, basé à New York. RCA Records est le successeur de la Victor Talking Machine Company, fondée en 1901, ce qui en fait le deuxième plus ancien label américain encore en activité, après son confrère Columbia Records, fondé en 1889.

## Histoire

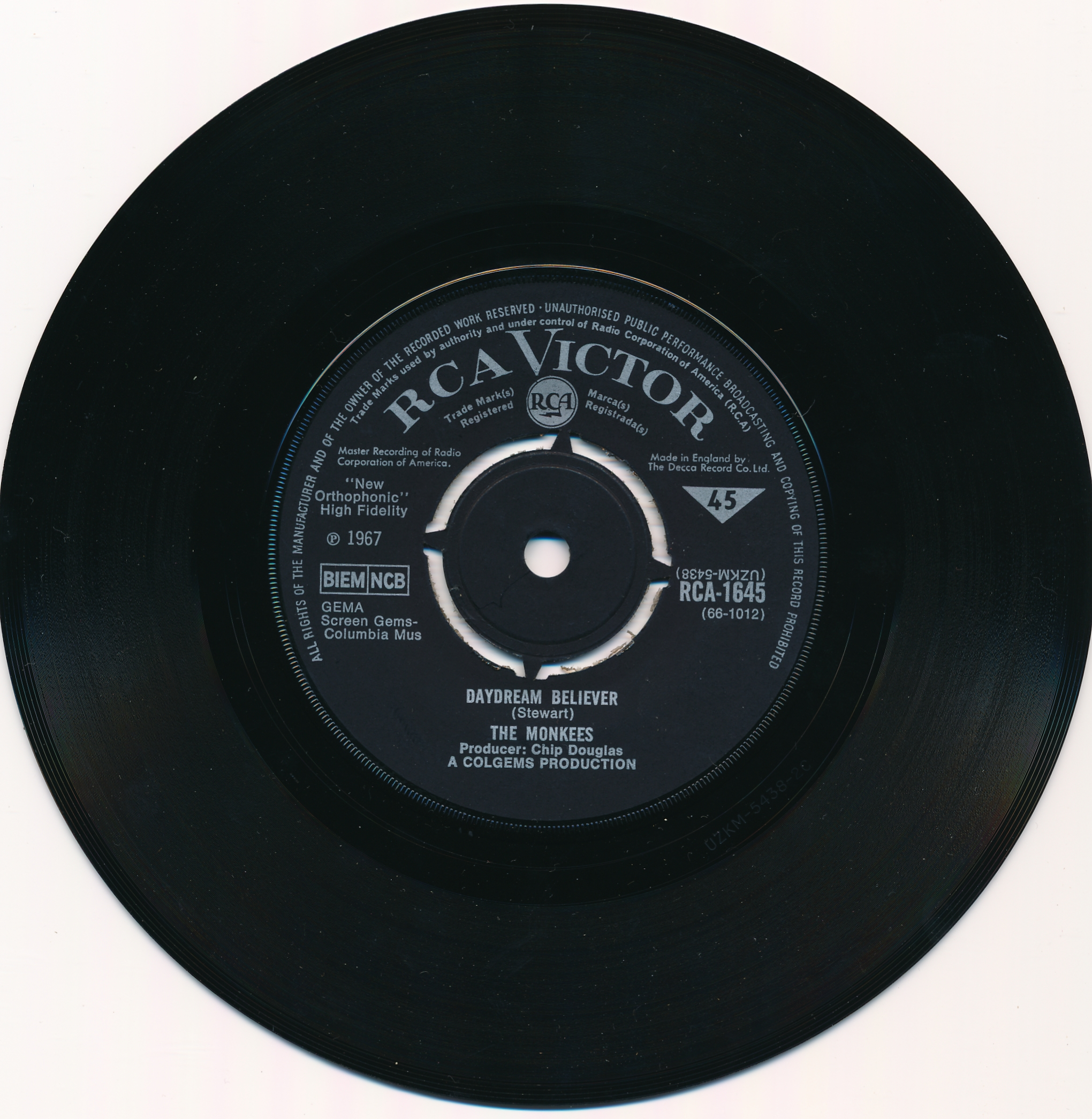
Disque phonographique sorti par RCA-Victor.

En 1929, Radio Corporation of America (RCA) rachète la Victor Talking Machine Company, par la suite devenue la plus grosse fabrique de phonographes et disques phonographiques au monde. RCA Records est issu du rachat des maisons de disques Victor et Bluebird. La société était déjà dominante dans les années 1940 avec des artistes comme Artie Shaw ou Duke Ellington mais devint vraiment importante dans les années 1950 avec l'explosion du rock 'n' roll en débauchant Elvis Presley des disques Sun. RCA Record France est créé en 1955 par Jean-Paul Guiter.
RCA a suivi ensuite la majorité des mouvements musicaux : le folk, la country (Chet Atkins, Harry Belafonte), la pop (The Monkees, The Mamas and the Papas), le rock psychédélique (Jefferson Airplane) en signant des artistes comme Diana Ross, Eurythmics ou David Bowie. En 1985, la firme est rachetée par Ariola (qui possède déjà Arista depuis 1979). En tout RCA aura publié plus de 50 albums et 100 singles no 1 aux États-Unis et au Royaume-Uni avant de devenir en 1985 une part de la major Sony-BMG. Elle est actuellement[Quand ?] une sous division de Sony Music Entertainment et publie des artistes comme Christina Aguilera, Avril Lavigne ou Miley Cyrus.
En octobre 2011, les artistes de Jive Records, Arista Records et J Records intègrent le catalogue de RCA Records à la suite de la fermeture des trois labels.

## Groupes et artistes
- ABBA
- Alicia Keys
- Amber Run
- Anthony Hamilton
- ATEEZ[4]
- Arianna[Laquelle ?]
- Avril Lavigne
- A$AP Rocky
- A$AP Ferg
- Becky G
- Brandy Norwood
- Bring Me the Horizon
- Britney Spears
- Brockhampton
- Buddy Guy
- Bullet for My Valentine
- Bryson Tiller
- Cage the Elephant
- Charlie Wilson
- Chris Brown
- Christina Aguilera
- D'Angelo
- Daughtry
- Dave Matthews Band
- David Bowie
- David Cook
- Elvis Presley
- Foo Fighters
- Freddie Dredd
- G-Eazy
- George Winston
- Héléna Bailly
- Hilary Duff
- Hurts
- Imogen Heap
- Jacob Sartorius
- Jacob Latimore
- Jade Thirlwall
- Jamie Foxx
- Jefferson Airplane
- Jefferson Starship
- Julian Casablancas
- Kamini
- Kasabian
- Kesha
- Kelly Clarkson
- Kenny Rogers
- Kid Ink
- Kings of Leon
- Krista[Laquelle ?]
- Lantana
- Laura Mvula
- Lee DeWyze
- Lisa
- Little Mix
- Mark Ronson
- Alexandra Naumik
- Mike Posner
- Miley Cyrus
- Mylène Farmer
- Missio
- New Politics
- Nicole Scherzinger
- Orelsan
- Pentatonix
- Pink
- Pitbull
- Priestess
- Ray LaMontagne and the Pariah Dogs
- Rick Astley
- Ronnie Milsap
- Say Anything
- Shakira
- Sleep Token
- Sylvie Vartan
- SZA
- Tate McRae
- Taylor Hawkins
- The Priests
- The Strokes
- Tinashe
- Travis Porter
- Union J
- Vangelis
- Zayn Malik